# Volmerange-les-Mines
Volmerange-les-Mines (fràncic lorenès Wuelmeréngen) és un municipi francès situat al departament del Mosel·la i a la regió del Gran Est. L'any 2007 tenia 2.031 habitants.

## Demografia

### Població
El 2007 la població de fet de Volmerange-les-Mines era de 2.031 persones. Hi havia 836 famílies, de les quals 239 eren unipersonals (91 homes vivint sols i 148 dones vivint soles), 264 parelles sense fills, 292 parelles amb fills i 41 famílies monoparentals amb fills.
La població ha evolucionat segons el següent gràfic:
Habitants censats

### Habitatges
El 2007 hi havia 909 habitatges, 848 eren l'habitatge principal de la família, 4 eren segones residències i 57 estaven desocupats. 621 eren cases i 285 eren apartaments. Dels 848 habitatges principals, 590 estaven ocupats pels seus propietaris, 233 estaven llogats i ocupats pels llogaters i 26 estaven cedits a títol gratuït; 6 tenien una cambra, 89 en tenien dues, 113 en tenien tres, 188 en tenien quatre i 452 en tenien cinc o més. 667 habitatges disposaven pel capbaix d'una plaça de pàrquing. A 345 habitatges hi havia un automòbil i a 394 n'hi havia dos o més.

### Piràmide de població
La piràmide de població per edats i sexe el 2009 era:
| Homes | Edats   | Dones |
| ----- | ------- | ----- |
| 0     | 95 o +  | 0     |
| 0     | 90 a 94 | 4     |
| 0     | 85 a 89 | 12    |
| 12    | 80 a 84 | 32    |
| 12    | 75 a 79 | 16    |
| 24    | 70 a 74 | 48    |
| 64    | 65 a 69 | 68    |
| 48    | 60 a 64 | 56    |
| 48    | 55 a 59 | 52    |
| 56    | 50 a 54 | 56    |
| 48    | 45 a 49 | 56    |
| 64    | 40 a 44 | 64    |
| 72    | 35 a 39 | 76    |
| 60    | 30 a 34 | 72    |
| 84    | 25 a 29 | 76    |
| 28    | 20 a 24 | 28    |
| 76    | 15 a 19 | 40    |
| 40    | 10 a 14 | 48    |
| 36    | 5 a 9   | 72    |
| 20    | 0 a 4   | 36    |

## Economia
El 2007 la població en edat de treballar era de 1.347 persones, 972 eren actives i 375 eren inactives. De les 972 persones actives 904 estaven ocupades (476 homes i 428 dones) i 68 estaven aturades (35 homes i 33 dones). De les 375 persones inactives 113 estaven jubilades, 111 estaven estudiant i 151 estaven classificades com a «altres inactius».

### Ingressos
El 2009 a Volmerange-les-Mines hi havia 819 unitats fiscals que integraven 1.828 persones, la mediana anual d'ingressos fiscals per persona era de 20.793 €.

### Activitats econòmiques
Dels 54 establiments que hi havia el 2007, 1 era d'una empresa extractiva, 1 d'una empresa alimentària, 2 d'empreses de fabricació d'altres productes industrials, 4 d'empreses de construcció, 12 d'empreses de comerç i reparació d'automòbils, 1 d'una empresa de transport, 5 d'empreses d'hostatgeria i restauració, 2 d'empreses financeres, 8 d'empreses immobiliàries, 3 d'empreses de serveis, 13 d'entitats de l'administració pública i 2 d'empreses classificades com a «altres activitats de serveis».
Dels 18 establiments de servei als particulars que hi havia el 2009, 1 era una oficina de correu, 2 oficines bancàries, 2 tallers de reparació d'automòbils i de material agrícola, 1 fusteria, 1 lampisteria, 1 empresa de construcció, 1 perruqueria, 4 restaurants, 4 agències immobiliàries i 1 tintoreria.
Dels 3 establiments comercials que hi havia el 2009, 1 era una botiga de més de 120 m², 1 una botiga de menys de 120 m² i 1 una fleca.
L'any 2000 a Volmerange-les-Mines hi havia 6 explotacions agrícoles que ocupaven un total de 345 hectàrees.

## Equipaments sanitaris i escolars
El 2009 hi havia 1 centre de salut i 1 farmàcia.
El 2009 hi havia 1 escola maternal i 1 escola elemental. Volmerange-les-Mines disposava d'un col·legi d'educació secundària amb 152 alumnes.

## Poblacions més properes
El següent diagrama mostra les poblacions més properes.